# Municipio de Santa María de Jesús
Municipio de Santa María de Jesús är en kommun i Guatemala.   Den ligger i departementet Departamento de Sacatepéquez, i den södra delen av landet, 27 km sydväst om huvudstaden Guatemala City. Antalet invånare är 15 529. Arean är 34 kvadratkilometer. Municipio de Santa María de Jesús gränsar till Antigua Guatemala.
Terrängen i Municipio de Santa María de Jesús är kuperad åt nordost, men åt sydväst är den bergig.
Följande samhällen finns i Municipio de Santa María de Jesús:
- Santa María de Jesús